# 本山一城
本山 一城（もとやま かずき、1956年4月12日 - ）は、日本の漫画家、文筆家。本名・本山真澄。

## 経歴
神奈川県川崎市生まれ、大和市育ち。祖父は民俗学者の本山桂川で、母方の先祖は農学者の林遠里。
武蔵野美術大学短期大学部中退後、村上もとかのアシスタントを経て、1977年に『デラックスマーガレット』にて読み切り「ラブとミニ」でデビュー（本山ますみ名義）。1979年に『週刊少年ジャンプ』にて「きまってないのにキメマルくん」を発表。この際にペンネームを現在の本山一城に変更。初期はマガジン、ジャンプ、ボンボン、少年宝島等でラブコメ、学園漫画、スポーツ漫画等を手掛け、1985年から活動の場を主に歴史分野に絞り、歴史漫画、歴史論文を執筆。その一方で、1988年から1998年にかけて『コミックボンボン』にて『スーパーマリオ』を連載し代表作となる。
歴史愛好家でもあり、特に氏ゆかりの黒田孝高（官兵衛・如水）について、史実に基づいた研究には定評がある。
尚、黒田官兵衛所用の太刀拵というものを所持しており、テレビ番組『開運!なんでも鑑定団』に鑑定品として出品したところ、本物と鑑定、400万の鑑定額が付けられている。
2000年代から糖尿病を患い、2011年9月に急性心筋梗塞で入院し、大手術の末に2012年6月に退院。退院後、療養のために長野県に移住の後、2016年11月より神奈川県綾瀬市に移住。
2013年10月からRKBテレビ「ふくおかクロニクル」を監修。7年間の放映で336回を数えた。

## 人物
- 母方の先祖は、福岡藩の大名黒田氏と竹中重治の血を引いている家系。黒田家と竹中家の歴史に詳しく、またゆかりの品のコレクターとしても著名であり、著書も多数。
- THE YELLOW MONKEYの菊地英昭、菊地英二兄弟とは親戚。ただし、直接会ったことはないらしい[3]。
- 妹の本山理咲も漫画家。

## 主な著書
- ビッグショット（1980年 北斗たかし原作 週刊少年マガジン連載 講談社）
- どっきり!エンジェル（1982年 週刊少年マガジン連載 講談社）
- 運転免許スピード合格秘訣集（1984年 講談社）
- 南総里見八犬伝（1985年 滝沢馬琴作 旺文社/ぽるぷ出版）
- スーパーマリオシリーズ（1988年の『スーパーマリオブラザーズ3』より1998年の『スーパーマリオ64』まで コミックボンボン/デラックスボンボン/コミックボンボン増刊号連載 講談社）
- SD戦国伝 国盗り物語（1990年 デラックスボンボン/コミックボンボン増刊号連載 講談社）
- 4コマランド ゴジラワールド（1993年 4コマランドシリーズ 勁文社）
- まんが御絵伝 蓮如さん （1997年 すずき出版）
- 武田信玄 新装版―風林火山の旗がゆく（学研まんが伝記シリーズ） ISBN 978-4052027802
- その時歴史が動いた
- 日本の名城がわかる本（リイド文庫） ISBN 978-4845827725
- 黒田軍団～如水・長政と二十四騎の牛角武者たち～(宮帯出版社)　ISBN 978-4863502871
- 黒田官兵衛と二十四騎(宮帯出版社)
- 徳川家康・秀忠の甲冑と刀剣(宮帯出版社)
- 絵本・官兵衛さんの大きな夢(神戸新聞社)2009年
- 絵本・雲平先生はいつも(神戸新聞社)2020年

## 単行本未収録作品
原作付き、版権ものを除き、殆どがマンガ図書館Zにて電子書籍化されている。
- ラブとミニ（1977年 デラックスマーガレット掲載 集英社）
  - みにみにミニちゃん（1978年 別冊マーガレット掲載 集英社）
- あいまいミイちゃん（1978、79年 別冊マーガレット、ぶ～け掲載 集英社）
- ガクラン武士道 （1978年 週刊少年ジャンプ月例漫画賞佳作）
- きまってないのにキメマルくん（1979、80年 週刊少年ジャンプ掲載 集英社）
- 燃えろ!大和魂（1979年 浜川昌人、矢橋健一郎原案 週刊少年ジャンプ掲載 集英社）
- 俺のデカプリンちゃん（1981年 週刊少年マガジン連載 講談社）
- オカルトラブ（1982年 週刊少年マガジン増刊号掲載 講談社）
- ラブショット（1983年 あやみのる原作 月刊少年マガジン掲載 講談社）
- 必殺!シズマくん（1983年 月刊少年ジャンプ掲載 集英社）
- ジュン（1984年 風薫原作 コミックボンボン連載 講談社）
- キララQQQ（1984年 月刊少年ジャンプ連載 集英社）
- 9+1で春平（1987年 高天薫原作 週刊少年宝島連載 宝島社）
- リリカ愛NG（執筆年不明 未発表作品）
- ナイトガンダム物語（1990年 デラックスボンボン連載 講談社）
- まんげつ村の物語〜うさぎの少年フック〜（1998年  　染谷典秀原作　てらスクール連載）[4]
- ばってん先生（1998年 朝日中学生ウィークリー連載 朝日学生新聞社）
- 美少女剣士むぎゅうちゃん  （2016年 月刊刀剣春秋 宮帯出版社）
- ソハヤの剣 ‐徳川家康の愛刀‐
- 林遠里と福岡農法
- 虎突の槍 -もう一つの関ヶ原-
- 竹中半兵衛伝
- キノッペちゃんForever
- 出島・丸山ばなし
- 家康の甲冑師・岩井与左衛門
- 北斎すごろく旅
- 児雷也・本当のお話
- 黒田二十四騎物語
- 恋の睦ごと四十八手
- まんじゅう侍と桃尻姫
- タイムストリッパー桃